# Vespiodes phaios
Vespiodes phaios är en tvåvingeart som beskrevs av Dikow 2010. Vespiodes phaios ingår i släktet Vespiodes och familjen Mydidae.
Artens utbredningsområde är Kenya. Inga underarter finns listade i Catalogue of Life.